# Голос Росії

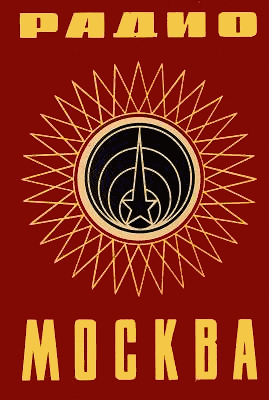
Логотип «Радіо Москва»

Го́лос Росі́ї — московська державна радіостанція, яка існувала у 1929—2014 роках. Працювала переважно на коротких та середніх хвилях, передавала програми із Росії за кордон 38 мовами.
До початку 1990-х років мала назву «Радіо Москва».
Очолював радіокомпанію на останньому етапі Андрій Бистрицький, головний редактор програмної дирекції — Діана Берлін.
2014 року радіостанцію ліквідовано, а замість неї створена інформаційна агенція «Sputnik».